# National Association of Music Merchants

Logo der National Association of Music Merchants (NAMM)

Die National Association of Music Merchants (NAMM) ist ein international ausgerichteter Verband der Musikwirtschaft (Hersteller/Industrie und Handel). Ziel der Non-Profit-Organisation ist zunächst die Förderung des Musikspiels aller Altersklassen. Der Hauptsitz in Carlsbad im US-Bundesstaat Kalifornien, 5790 Armada Drive, ist zugleich Sitz des Museum of Making Music.
Als Veranstalter von Handelsmessen wie etwa der NAMM Show dient Namm Händlern, Herstellern und seinen Mitgliedern zur Präsentation ihrer Musikprodukte und -technologien etwa für Aufnahme, Klangwiedergabe und Spezial-Belichtungen.

## Geschichte
Die anfangs nur national ausgerichtete National Association of Music Merchants wurde im Jahr 1901 ursprünglich von verschiedenen Klavier-Produzenten gegründet. Ziel war es zunächst, unseriöse Einzelhandels-Verkäufer auszuschließen und zu niedrige Verkaufspreis abzuwehren.